# Paprec Arkéa
Cet article concerne un Imoca mis à l'eau en 2023. Pour l'Imoca mis à l'eau en 2019, voir Arkéa-Paprec.
L’IMOCA Paprec Arkéa est un voilier monocoque de course au large de 60 pieds, répondant aux normes de la classe IMOCA. Spécialement construit pour le navigateur Yoann Richomme et mis à l’eau en février 2023, il est conçu pour le Vendée Globe 2024-2025. Il remporte le Retour à la Base 2023 et The Transat 2024.

## Conception et construction
Conçu par les architectes Pascal Conq et Antoine Koch, Paprec Arkéa a émergé de la collaboration inédite de deux experts en IMOCA. Pascal Conq, déjà réputé pour avoir conçu des bateaux vainqueurs du Vendée Globe en 1993, 1997, 2001, et 2004, ainsi que des lauréats du BOC Challenge, s'est associé à Antoine Koch, un navigateur et ingénieur aux antécédents variés dans des projets de haut niveau. Ensemble, ils ont créé ce monocoque avec le double objectif de performance et de recentrage sur l'aspect humain, comme illustré par leur autre création, For People de Thomas Ruyant.
Les débuts du chantier ont lieu chez Multiplast, à Vannes, en janvier 2022. La mise à l'eau de l'IMOCA Paprec Arkéa s’est faite le 22 février 2023 à Lorient.

## Architecture
L'IMOCA Paprec Arkéa présente un cockpit atypique, une étrave fine, et des foils innovants. Ces éléments, issus d'une volonté d'améliorer les performances au portant, sont le résultat d'une réflexion approfondie. Le cockpit fermé, centralisant les espaces de vie et de manœuvres, a été conçu pour offrir une protection maximale contre les éléments.
De la fibre optique est présente dans les safrans, les foils et la coque. Cela permet de mesurer les efforts afin de comprendre et d'optimiser le comportement de l'IMOCA.

## Caractéristiques techniques
- Hauteur du mât : 27,30 m
- Tirant d'air : 29 m
- Surface de voilure
  - près : 330 m2
  - portant : 550 m2
- Longueur de coque : 18,28 m
- Largeur : 5,50 m
- Tirant d'eau : 4,50 m

## Décoration symbolique
Les voiles de Paprec Arkéa arborent des volutes symboliques, représentant l'envol des poissons volants et des raies. Cette décoration, en plus de son esthétique, vise à souligner la vocation exploratoire du bateau en tant que vaisseau prêt à défier les océans.

## Soutien de la communauté sportive
L'IMOCA Paprec Arkéa bénéficie du parrainage de Pauline Coatanéa, championne de handball, et Damian Penaud, meilleur marqueur du Tournoi des Six Nations en 2023 en rugby à XV. Ils expriment leur engagement envers le Vendée Globe en soulignant l'aspect extrême de cette aventure en solitaire.

## Palmarès
Le 20 novembre 2024, alors qu'il descend l'Atlantique Nord pendant le Vendée Globe 2024-2025,Yoann Richomme profite des alizés pour parcourir 551,84 miles en 24h, établissant un nouveau record de distance en 24 heures en solitaire sur un IMOCA .
| Année | Compétition                       | Position finale | Solo/Coéquipier/Équipage   |
| ----- | --------------------------------- | --------------- | -------------------------- |
| 2023  | Guyader Bermudes 1000 Race        | 6e              | Yoann Richomme, Yann Eliès |
| 2023  | Rolex Fastnet Race                | 2e              | Yoann Richomme, Yann Eliès |
| 2023  | Défi Azimut-Lorient Agglomération | 4e              | Yoann Richomme, Yann Eliès |
| 2023  | Transat Jacques Vabre             | 2e              | Yoann Richomme, Yann Eliès |
| 2023  | Retour à La Base                  | 1er             | Yoann Richomme             |
| 2024  | The Transat                       | 1er             | Yoann Richomme             |
| 2024  | New York Vendée 2024              | 6e              | Yoann Richomme             |
| 2025  | Vendée Globe 2024-2025            | 2e              | Yoann Richomme             |